# Urząd Rejestracji Produktów Leczniczych, Wyrobów Medycznych i Produktów Biobójczych
Urząd Rejestracji Produktów Leczniczych, Wyrobów Medycznych i Produktów Biobójczych (URPLWMiPB) – urząd utworzony 1 października 2002 w wyniku połączenia dwóch instytucji: Biura Rejestracji Środków Farmaceutycznych Materiałów Medycznych, które było częścią Instytutu Leków oraz Centralnego Ośrodka Techniki Medycznej. Początkowo Urząd działał w oparciu o ustawę z dnia 27 lipca 2001 roku o Urzędzie Rejestracji Produktów Leczniczych, Wyrobów Medycznych i Produktów Biobójczych.
Z dniem 1 maja 2011 roku weszła w życie nowa ustawa o Urzędzie Rejestracji Produktów Leczniczych, Wyrobów Medycznych i Produktów Biobójczych, z dnia 18 marca 2011 roku, opublikowana w Dzienniku Ustaw z dnia 19 kwietnia 2011 roku (Dz.U. z 2011 r. nr 82, poz. 451). Ustawa określa zasady i obszar działania Urzędu.
Na mocy ustawy Prezes Urzędu jest centralnym organem administracji rządowej właściwym w sprawach związanych z:
- dopuszczaniem do obrotu produktów leczniczych, z wyłączeniem produktów leczniczych dopuszczanych do obrotu bez konieczności uzyskania pozwolenia – w zakresie określonym ustawą z dnia 6 września 2001 r. – Prawo farmaceutyczne (Dz.U. z 2021 r. poz. 1977);
- dopuszczaniem do obrotu produktów biobójczych – w zakresie określonym ustawą z dnia 9 października 2015 r. o produktach biobójczych (Dz.U. z 2021 r. poz. 24);
- wprowadzaniem do obrotu i do używania wyrobów – w rozumieniu i na zasadach określonych w ustawie z dnia 7 kwietnia 2022 r. o wyrobach medycznych (Dz.U. z 2024 r. poz. 1620);
- badaniami klinicznymi, w tym badaniami klinicznymi weterynaryjnymi – w zakresie określonym ustawą z dnia 6 września 2001 r. – Prawo farmaceutyczne oraz ustawą z dnia 20 maja 2010 r. o wyrobach medycznych.

Prezes Urzędu wykonuje swoje zadania przy pomocy Urzędu Rejestracji Produktów Leczniczych, Wyrobów Medycznych i Produktów Biobójczych.
Prezes Urzędu jest powoływany przez Prezesa Rady Ministrów.

## Centralna Ewidencja Badań Klinicznych
Centralna Ewidencja Badań Klinicznych jest wydziałem Urzędu Rejestracji Produktów Leczniczych, Wyrobów Medycznych i Produktów Biobójczych zajmującym się oceną formalną i merytoryczną zgłoszonych badań klinicznych. Sponsor badania klinicznego, aby rozpocząć badanie kliniczne na terytorium Polski, musi zgłosić badanie kliniczne do CEBK i uzyskać zgodę Ministerstwa Zdrowia.

## Kierownictwo
- Grzegorz Cessak – prezes od 1 lipca 2009
- Marcin Kołakowski – wiceprezes ds. produktów leczniczych od 2009
- Sebastian Migdalski – wiceprezes ds. wyrobów medycznych
- Agata Andrzejewska – wiceprezes ds. produktów leczniczych weterynaryjnych od 1 marca 2017
- Aleksandra Wilczyńska – wiceprezes ds. produktów biobójczych  od lutego 2023
- Magdalena Wojciechowicz – dyrektor generalny